# Claudia Gray
Claudia Gray, nome d'arte di Amy Vincent (12 giugno 1970), è una scrittrice statunitense, autrice di romanzi young-adult di genere paranormal-romance, nota soprattutto per la serie di libri Evernight.

## Biografia
Si sa davvero poco sulla sua vita privata. Stando a quanto citato sul suo sito web, Claudia Gray vive in una casa centenaria di colore viola a New Orleans.
Il suo romanzo d'esordio, Evernight, è stato pubblicato nel maggio del 2008 da HarperCollins, per arrivare l'anno successivo in Italia per Mondadori. Dopodiché, con la cadenza di un libro all'anno, sono usciti i 3 sequel che completano la serie più uno spin-off incentrato sul personaggio di Balthazar.

## Opere

### Edite in Italia

#### Serie diEvernight
1. Evernight, Mondadori 2009 (Evernight, 2008)
2. Stargazer, Mondadori 2010 (Stargazer, 2009)
3. Hourglass, Mondadori 2011 (Hourglass, 2010)
4. Afterlife, Mondadori 2011 (Afterlife, 2011)

- Balthazar, Mondadori 2012 (Balthazar, 2012) ("spin-off", non facente parte della serie principale)

#### TrilogiaFirebird
1. La caccia, Harlequin Mondadori 2015 (A Thousand Pieces of You, 2014)
2. La difesa, HarperCollins Italia 2016 (Ten Thousand Skies Above You, 2015)
3. La resa dei conti, HarperCollins Italia 2017 (A Millions Worlds with You, 2016)

Il terzo volume, in Italia, non è disponibile singolarmente se non in ebook. È infatti contenuto esclusivamente nel cofanetto della trilogia e non vendibile separatamente.

#### Libri dell'universoStar Wars
- Star Wars: Lost Stars - Viaggio verso: Star Wars. Il risveglio della forza, Multiplayer Edizioni 2016 (Star Wars: Lost Stars, 2015)
- Star Wars: Bloodline, Mondadori 2018 (Star Wars: Bloodline, 2016)
- Star Wars: Leia, Mondadori 2018 (Star Wars: Leia, 2017)
- Star Wars: Maestro e apprendista, Panini Comics 2021 (Star Wars: Master & Apprentice, 2019)
- Star Wars: L'Alta Repubblica - Nell'Oscurità, Panini Comics 2021 (Star Wars: The High Republic - Into the Dark, 2021)
- Star Wars: L'Alta Repubblica - La Stella Caduta, Panini Comics 2022 (Star Wars: The High Republic - The Fallen Star, 2022)

#### Libri singoli
- Fateful, Mondadori 2012 (Fateful, 2011) (romanzo per il centenario del Titanic, ambientato sul transatlantico)

### Inedite in Italia

#### Serie diSpellcaster
1. Spellcaster, 2013
2. Steadfast, 2014
3. Sorceress, 2015

- The First Midnight Spell, 2013 (novella prequel)